# Кубок ФНЛ 2012
Ку́бок Футбо́льной национа́льной ли́ги 2012 — российский футбольный турнир, проводимый среди клубов Футбольной Национальной Лиги. Первый розыгрыш Кубка ФНЛ проходил с 10 февраля по 20 февраля 2012 года на Кипре. Финальный матч прошёл 20 февраля 2012 года. Обладателем кубка стал екатеринбургский «Урал».

## Участники
Участниками кубка стали восемь лучших команд по итогам первого этапа первенства ФНЛ 2011/2012:
1. «Алания» (Владикавказ).
2. «Мордовия» (Саранск).
3. «Шинник» (Ярославль).
4. «Нижний Новгород» (Нижний Новгород).
5. «Сибирь» (Новосибирск).
6. «Динамо» (Брянск).
7. «Торпедо» (Москва).
8. «Урал» (Екатеринбург).

## Матчи

### Групповой турнир

#### Группа «А»
| 10 февраля 2012 1 тур | «Алания» | 0:6      | «Сибирь» | Ларнака                                                           |
| |          | Протокол | 0:1 Максим Астафьев 20′ · 0:2 Дмитрий Акимов 40′ · 0:3 Дмитрий Акимов 53′ (пен.) · 0:4 Алексей Медведев 61′ · 0:5 Максим Астафьев 65′ · 0:6 Алексей Медведев 66′ | Стадион: Альфа Спорт Зрителей: 20 Судья: Юрий Апонасенко (Москва) |
| «Алания»: Цопанов (Халиев, 46), Толстокулаков, Альберт Цховребов, В.Цховребов, Догузов (Варзиев, 50), Тетрашвили, Газданов (Алан Цховребов, 73), Гатикоев (Багаев, 46), Туаев (Гусалов, 64), Гогичаев (Гикаев, 46), Бураев. · «Сибирь»: Цыган, Головатенко, Выходил, Валентич, Макаренко, Галиулин (Нагибин, 80), Шумуликоски, Астафьев (Дегтярёв, 86), Сабитов (Чижек, 72), Акимов (Бркляча, 77), Медведев. · Толстокулаков (29'), Туаев (53'), Тобоев (73'), Альберт Цховребов (80'). |          |          | |                                                                   |

| 10 февраля 2012 1 тур | «Шинник» | 0:0      | «Торпедо» | Ларнака                                                            |
| |          | Протокол |           | Стадион: Альфа Спорт Зрителей: 20 Судья: Александр Шишков (Яхрома) |
| «Шинник»: Хотеев, Васиев, Ламанж, Катынсус, Сухов, Нежелев (Бобылев, 54), Войдель (Елисеев, 58), Скрыльников, Ятченко (Архипов, 46), Валикаев, Дудченко (Полианчук, 66). · «Торпедо»: Клевинскас, Зураев (Прошин, 46), Малыгин (Пономаренко, 46), Чернышов (Федотов, 46), Самсонов (Рыбин, 46), Стеклов (Большаков, 53), Рылов (Родин, 48), Безлихотнов (Шиков, 48), Столяренко (Бондаренко, 46), Саталкин (Белоусов, 46), Дорожкин (Ларионов, 46). · Сухов (20'), Войдель (30'), Васиев (75') — Белоусов (61'). |          |          |           |                                                                    |

| 13 февраля 2012 2 тур | «Сибирь»                 | 1:0      | «Торпедо» | Ларнака                                                      |
| | 1:0 Алексей Медведев 62′ | Протокол |           | Стадион: Альфа Спорт Зрителей: 20 Судья: Артур Каримов (Уфа) |
| «Сибирь»: Конюхов, Головатенко, Бухряков, Шпичич, Макаренко, Сабитов, Шумуликоски, Астафьев, Чижек (Галиулин, 76), Акимов, Медведев. · «Торпедо»: Довбня, Зураев (Рыбин, 78), Малыгин, Чернышов, Самсонов, Столяренко, Стеклов, Рылов, Безлихотнов (Родин, 66), Саталкин (Шиков, 66), Дорожкин (Ларионов, 78). · Медведев (33'), Чижек (40'), Астафьев (41'), Шумуликоски (74') — Безлихотнов (31'), Малыгин (50'), Чернышов (69'), Шиков (73'). |                          |          |           |                                                              |

| 13 февраля 2012 2 тур | «Алания» | 0:4      | «Шинник» | Ларнака                                                              |
| |          | Протокол | 0:1 Антон Архипов 18′ · 0:2 Артур Саркисов 54′ · 0:3 Фёдор Толстокулаков 65′ (авт.) · 0:4 Эльдар Низамутдинов 71′ | Стадион: Альфа Спорт Зрителей: 20 Судья: Максим Васильченко (Майкоп) |
| «Алания»: Цопанов (Халиев, 74), Догузов, Толстокулаков (Гикаев, 69), В.Цховребов, Альберт Цховребов, Багаев, Тетрашвили, Дзалаев (Газданов, 59), Гогичаев, Туаев, Бураев, · «Шинник»: Смирнов, Белецкий, Поворов (Гуженда, 74), Ламанж (Стешин, 46), Васиев (Щадин, 84), Нежелев (Елисеев, 46), Мичков (Гриднев, 46), Войдель (Газзаев, 84), Бурченко (Скрыльников, 46), Низамутдинов (Зайка, 80), Архипов (Саркисов, 46). · Тетрашвили (30'), Багаев (38'), Гогичаев (57'), Альберт Цховребов (90') — Мичков (43'), Стешин (76'), Гриднев (88'). |          |          | |                                                                      |

| 16 февраля 2012 3 тур | «Шинник»                                                                       | 3:0      | «Сибирь» | Ларнака                                                              |
| | 1:0 Константин Дудченко 44′ · 2:0 Анатолий Нежелев 64′ · 3:0 Антон Архипов 87′ | Протокол |          | Стадион: Альфа Спорт Зрителей: 20 Судья: Максим Васильченко (Майкоп) |
| «Шинник»: Краснокутский, Васиев, Ламанж, Катынсус, Сухов (Белецкий, 79), Елисеев (Ятченко, 46), Валикаев (Зайка, 85), Гриднев (Нежелев, 46), Скрыльников (Бурченко, 46), Дудченко (Мичков, 46), Саркисов (Архипов, 46). · «Сибирь»: Цыган, Бухряков, Головатенко, Шпичич, Макаренко, Астафьев (Скороходов, 67), Нагибин (Галиулин, 46), Сабитов, Чижек (Бркляча, 74), Акимов (Дегтярёв, 81), Медведев. · Сухов (73'), Зайка (90+') — Головатенко (22'), Акимов (65'), Скороходов (79'), Шпичич (87'). |                                                                                |          |          |                                                                      |

| 16 февраля 2012 3 тур | «Торпедо»                                                                           | 3:2      | «Алания»                                             | Ларнака                                                           |
| | 1:0 Александр Малыгин 8′ · 2:0 Никита Безлихотнов 11′ · 3:0 Владимир Бондаренко 22′ | Протокол | 3:1 Ацамаз Бураев 63′ · 3:2 Ацамаз Бураев 66′ (пен.) | Стадион: Альфа Спорт Зрителей: 20 Судья: Сергей Куликов (Саранск) |
| «Торпедо»: Клевинскас, Зураев (Федотов, 46), Малыгин (Пономаренко, 46), Чернышов (Мищенко, 54), Самсонов (Челебадзе, 54), Бондаренко (Родин, 46), Столяренко (Большаков, 46), Стеклов (Шиков, 46), Рылов (Положани, 47), Безлихотнов (Саталкин, 46), Дорожкин (Ларионов, 46). · «Алания»: Халиев, Догузов, Толстокулаков, В.Цховребов (Гикаев, 73), Багаев, Тетрашвили, Дзалаев (Газданов, 62), Гатикоев, Гогичаев (Алан Цховребов, 88), Туаев, Бураев. · Чернышов (43'), Клевинскас (65'), Большаков (90') — Тетрашвили (30'), Бугулов (53'), Толстокулаков (83'). |                                                                                     |          |                                                      |                                                                   |

##### Турнирная таблица. Группа «А»
| М | Клуб      | 1   | 2   | 3   | 4   | И | В | Н | П | МЗ | МП | ±М  | О |
| - | --------- | --- | --- | --- | --- | - | - | - | - | -- | -- | --- | - |
| 1 | «Шинник»  | -   | 3:0 | 0:0 | 4:0 | 3 | 2 | 1 | 0 | 7  | 0  | +7  | 7 |
| 2 | «Сибирь»  | 0:3 | -   | 1:0 | 6:0 | 3 | 2 | 0 | 1 | 7  | 3  | +4  | 6 |
| 3 | «Торпедо» | 0:0 | 0:1 | -   | 3:2 | 3 | 1 | 1 | 1 | 3  | 3  | 0   | 4 |
| 4 | «Алания»  | 0:4 | 0:6 | 2:3 | -   | 3 | 0 | 0 | 3 | 2  | 13 | −11 | 0 |

#### Группа «Б»
| 11 февраля 2012 1 тур | «Мордовия» | 0:2      | «Нижний Новгород»                                    | Ларнака                                                              |
| |            | Протокол | 0:1 Александр Салугин 6′ · 0:2 Александр Салугин 40′ | Стадион: Альфа Спорт Зрителей: 20 Судья: Владимир Москалёв (Воронеж) |
| «Мордовия»: Д.Шебанов, Юсупов, Бармин (Трибушинин, 88), А.Соболев, Д.Соболев, Строков, Захаров, Галстян (Сандркин, 46), Терентьев (Вишняков, 69), Ювенко (А.Шебанов, 46), Афанасьев (Джером, 76). · «Нижний Новгород»: Черницын (Розман, 46), Полянин (Микицей, 46), Казанцев (Мамаев, 46), Микуцкис (Хлебников, 63), Тараканов (Егоров, 73), Гаглоев, Ваганов, Кудряшов (Беляков, 73), Черевко (Бырлов, 63), Дворнекович, Салугин. · Хлебников (67'). |            |          |                                                      |                                                                      |

| 11 февраля 2012 1 тур | «Урал»                                                                        | 3:0      | «Динамо» | Ларнака                                                           |
| | 1:0 Денис Тумасян 23′ · 2:0 Бранимир Петрович 26′ · 3:0 Александр Ставпец 50′ | Протокол |          | Стадион: Альфа Спорт Зрителей: 20 Судья: Сергей Куликов (Саранск) |
| «Урал»: Кот, Кацалапов (Ойеволе, 46), Тумасян, Дранников (Данцев, 46), Ревякин, Петрович (Рашевский, 46), Сафрониди (Горбатенко, 46), Бочков (Семакин, 46), Яшин (Чухлей, 46; Дмитриев, 73), Гогниев (Матюгин, 66), Ставпец (Ташев, 73). · «Динамо»: Шелия, Дмитриев (Гараев, 46), Калашников, Васянович, Фомичёв (Корнилов, 83), Мухутдинов, Бондарев (Ефременко, 76), Калимуллин, Юнузович (Семин, 61), Пугин, Поляков (Калимович, 51). · Петрович (38'), Ревякин (60'), Горбатенко (81') — Ефременко (90'). |                                                                               |          |          |                                                                   |

| 14 февраля 2012 2 тур | «Нижний Новгород»                                          | 2:2      | «Динамо»                                                   | Ларнака                                                           |
| | 1:0 Дмитрий Кудряшов 14′ (пен.) · 2:2 Дмитрий Кудряшов 53′ | Протокол | 1:1 Дмитрий Голубов 49′ · 1:2 Владимир Корытько 51′ (пен.) | Стадион: Альфа Спорт Зрителей: 20 Судья: Юрий Апонасенко (Москва) |
| «Нижний Новгород»: Черницын (Розман, 22), Полянин, Казанцев (Микицей, 46), Микуцкис, Тараканов, Ваганов (Иванов, 74), Гаглоев, Кудряшов, Черевко (Бырлов, 66), Дворнекович (Квасов, 46), Салугин (Еркин, 64). · «Динамо»: Барановский, Темников (Васянович, 18), Йокич, Вильям, Димидко, Петраков (Мухутдинов, 46), Бекетов (Сорокин, 46), Корытько (Фомичёв, 85), Ромащенко (Кузьмичёв, 46), Пугин (Поляков, 72), Голубов (Юнузович, 69). · Кудряшов (6'), Дворнекович (30'), Гаглоев (48'), Микицей (72') — Ромащенко (45'), Барановский (62'), Димидко (85'). · Йокич (13'). · Нереализованный пенальти: Александр Салугин (63'). |                                                            |          |                                                            |                                                                   |

| 14 февраля 2012 2 тур | «Мордовия» | 0:0      | «Урал» | Ларнака                                                              |
| |            | Протокол |        | Стадион: Альфа Спорт Зрителей: 20 Судья: Владимир Москалёв (Воронеж) |
| «Мордовия»: Агапов, Степанец, Будников, Строков, Терентьев, Асеведо, Пазин, Жестков, Герк, Маркин, Минченков. · «Урал»: Яшин, Тумасян, Ойеволе, Данцев (Кацалапов, 46), Ревякин (Дранников, 46), Бочков (Рашевский, 46), Петрович (Семакин, 46), Сафрониди (Чухлей, 46), Гогниев (Ткачёв, 46; Дмитриев, 73), Савин (Матюгин, 76). · Степанец (27'), Будников (83'), Минченков (85') — Рашевский (63'), Дмитриев (77'). |            |          |        |                                                                      |

| 17 февраля 2012 3 тур | «Урал»                | 1:1      | «Нижний Новгород»         | Ларнака                                                           |
| | 1:0 Денис Тумасян 22′ | Протокол | 1:1 Александр Салугин 36′ | Стадион: Альфа Спорт Зрителей: 20 Судья: Юрий Апонасенко (Москва) |
| «Урал»: Кот, Данцев, Тумасян, Кацалапов (Новиков, 35), Ревякин (Ойеволе, 46), Бочков (Вьештица, 90), Ткачёв (Горбатенко, 46), Петрович (Кириллов, 76), Ставпец (Семакин, 46), Савин, Гогниев (Сафрониди, 53). · «Нижний Новгород»: Черницын, Полянин, Казанцев, Микуцкис, Тараканов, Ваганов, Гаглоев, Кудряшов, Черевко, Дворнекович, Салугин. · Новиков (63'), Савин (72') — Полянин (50'). |                       |          |                           |                                                                   |

| 17 февраля 2012 3 тур | «Динамо»                                                                         | 3:0      | «Мордовия» | Ларнака                                                      |
| | 1:0 Артём Бекетов 20′ · 2:0 Дмитрий Голубов 40′ · 3:0 Владимир Бармин 67′ (авт.) | Протокол |            | Стадион: Альфа Спорт Зрителей: 20 Судья: Артур Каримов (Уфа) |
| «Динамо»: Барановский, Темников, Васянович, Вильям (Фомичёв, 78), Димидко, Петраков (Поляков, 71), Корытько (Семин, 78), Бекетов (Мухутдинов, 46), Ромащенко (Сорокин, 46), Пугин (Заболотный, 71), Голубов (Кузьмичёв, 46). · «Мордовия»: Д.Шебанов (Калюжный, 46), Юсупов (Джером, 70), А.Соболев (Трибушинин, 67), Строков (Вишняков, 46), Захаров, Бармин, Д.Соболев, Сандркин (Филяев, 54), А.Шебанов (Рокунов, 65), Афанасьев, Ювенко (Чубукин, 46). · Темников (87'), Мухутдинов (90') — Захаров (52'). |                                                                                  |          |            |                                                              |

##### Турнирная таблица. Группа «Б»
| М | Клуб              | 1   | 2   | 3   | 4   | И | В | Н | П | МЗ | МП | ±М | О |
| - | ----------------- | --- | --- | --- | --- | - | - | - | - | -- | -- | -- | - |
| 1 | «Урал»            | -   | 1:1 | 3:0 | 0:0 | 3 | 1 | 2 | 0 | 4  | 1  | +3 | 5 |
| 2 | «Нижний Новгород» | 1:1 | -   | 2:2 | 2:0 | 3 | 1 | 2 | 0 | 5  | 3  | +2 | 5 |
| 3 | «Динамо»          | 0:3 | 2:2 | -   | 3:0 | 3 | 1 | 1 | 1 | 5  | 5  | 0  | 4 |
| 4 | «Мордовия»        | 0:0 | 0:2 | 0:3 | -   | 3 | 0 | 1 | 2 | 0  | 5  | −5 | 1 |

### Финальные матчи
| 19 февраля 2012 Матч за 7 место | «Алания»                 | 1:0      | «Мордовия» | Ларнака                                                              |
| | 1:0 Георгий Гогичаев 25′ | Протокол |            | Стадион: Альфа Спорт Зрителей: 20 Судья: Максим Васильченко (Майкоп) |
| «Алания»: Халиев, Бугулов, Догузов, Альберт Цховребов, Гикаев, Багаев, Кудрявцев, Дзалаев (Гатикоев, 55; Газданов, 60), Туаев, Гогичаев, Бураев (Гусалов, 90). · «Мордовия»: Д.Шебанов, Захаров, Строков, Бармин, Д.Соболев, А.Соболев (Ювенко, 46), Терентьев (Сандркин, 58), Жестков (Чубукин, 86), А.Шебанов (Афанасьев, 46), Маркин, Филяев (Вишняков, 77). · Бугулов (17'), Туаев (20'), Гикаев (23'), Догузов (58'), Багаев (65'), Альберт Цховребов (90') — Филяев (27'), Ювенко (50'), Маркин (54'). · Гикаев (66'). |                          |          |            |                                                                      |

| 19 февраля 2012 Матч за 5 место | «Торпедо»                                                                  | 3:1      | «Динамо»             | Ларнака                                                              |
| | 1:0 Никита Саталкин 25′ · 2:0 Денис Дорожкин 36′ · 3:0 Денис Большаков 53′ | Протокол | 3:1 Артур Вильям 58′ | Стадион: Альфа Спорт Зрителей: 20 Судья: Владимир Москалёв (Воронеж) |
| «Торпедо»: Клевинскас, Зураев (Мищенко, 46), Малыгин (Пономаренко, 58), Самсонов (Рыбин, 46), Столяренко (Бондаренко, 46), Стеклов (Большаков, 46), Рылов (Положани, 46), Рашевский (Федотов, 78), Безлихотнов (Родин, 46), Саталкин (Шиков, 72), Дорожкин (Ларионов, 66). · «Динамо»: Барановский, Темников (Васянович, 46), Йокич, Вильям, Димидко, Петраков (Мухутдинов, 58), Корытько (Кузьмичёв, 78), Бекетов (Сорокин, 46), Ромащенко (Поляков, 46), Пугин (Калимуллин, 46), Голубов (Заболотный, 71). · Рашевский (15'), Самсонов (21'), Стеклов (45'), Положани (76'), Пономаренко (79') — Корытько (20'), Петраков (37'), Бекетов (44'), Мухутдинов (59'), Вильям (61'), Сорокин (78'). · Мухутдинов (75'). |                                                                            |          |                      |                                                                      |

| 20 февраля 2012 Матч за 3 место | «Сибирь»                                                 | 2:2 (4:1 пен.)                                                | «Нижний Новгород»                                   | Ларнака                                                           |
| | 1:1 Алексей Медведев 31′ (пен.) · 2:2 Денис Бухряков 47′ | Протокол                                                      | 0:1 Виталий Казанцев 29′ · 1:2 Дмитрий Кудряшов 43′ | Стадион: Альфа Спорт Зрителей: 20 Судья: Сергей Куликов (Саранск) |
| | Пенальти                                                 |                                                               |                                                     |                                                                   |
| Дмитрий Акимов 1:0 · Томаш Чижек 2:0 · Марио Бркляча 3:0 · Ренат Сабитов 4:1 |                                                          | 1:0 Вадим Гаглоев · 2:0 Сергей Ваганов · 3:1 Дмитрий Кудряшов |                                                     |                                                                   |
| «Сибирь»: Конюхов, Головатенко, Бухряков, Шпичич, Макаренко, Нагибин (Цыган, 6), Бркляча, Сабитов, Галиулин (Акимов, 70), Дегтярёв, Медведев (Чижек, 73). · «Нижний Новгород»: Черницын, Полянин, Казанцев (Мамаев, 46), Микуцкис (Сафонов, 72), Тараканов (Бырлов, 46), Ваганов, Гаглоев, Кудряшов, Черевко, Дворнекович (Квасов, 46), Салугин (Еркин,70). · Шпичич (35'), Медведев (71') — Мамаев (78'). · Конюхов (4'). · Нереализованный пенальти: Дмитрий Кудряшов (6'). |                                                          |                                                               |                                                     |                                                                   |

### Финал
| 20 февраля 2012 Финал | «Шинник» | 0:1      | «Урал»                    | Паралимни                                                                           |
| |          | Протокол | 0:1 Николай Сафрониди 11′ | Стадион: Паралимни Мунисипал — Тасос Марку Зрителей: 100 Судья: Артур Каримов (Уфа) |
| «Шинник»: Краснокутский, Васиев (Зайка, 85), Н'Дри (Белецкий, 46), Ламанж, Катынсус, Нежелев (Скрыльников, 46), Мичков (Ятченко, 69), Бурченко (Елисеев, 46), Валикаев (Архипов, 35), Гриднев, Саркисов. · «Урал»: Яшин, Тумасян, Дранников, Чухлей (Ойеволе, 46), Кириллов (Семакин, 35), Сафрониди (Данцев, 55), Бочков, Новиков (Горбатенко, 46), Ткачёв, Ревякин, Савин (Матюгин, 84; Ташев, 90+). · Тумасян (28'), Чухлей (32'), Яшин (90'). · Тумасян (65'). · Нереализованный пенальти: Антон Архипов (66', мимо). |          |          |                           |                                                                                     |

| Обладатель Кубка ФНЛ 2012 |
| Урал Первый титул         |
| ------------------------- |